# جيري ماكلوكين
جيري ماكلوكين (بالإنجليزية: Gerry McLoughlin)‏ هو لاعب اتحاد الرغبي أيرلندي، ولد في 11 يونيو 1952.